# Doneztebe
Doneztebe en basque ou Santesteban en espagnol, est un village et une municipalité de la Communauté forale de Navarre, dans le Nord de l'Espagne.
Elle est située dans la zone bascophone de la province où la langue basque est coofficielle avec l'espagnol. Elle est à 53 km au nord de sa capitale, Pampelune. La population parlant le basque représentait 67,5 % en 2018,. Le secrétaire de mairie est aussi celui d'Elgorriaga.

## Localités limitrophes
Sunbilla au nord, Bertizarana à l'est, Oiz et Donamaria au sud, Elgorriaga à l'ouest.

## Administration
| 2007 | Miguel San Miguel Azpiroz    | EA                  |
| ---- | ---------------------------- | ------------------- |
| 2006 | José Ramón Etxebeste Urrutia | EA                  |
| 2005 | Joxe Irigoien Irugarai       | Groupe mixte        |
| 2003 | José Ramón Etxebeste Urrutia | EA                  |
| 1999 | Miguel San Miguel Azpiroz    | EA                  |
| 1995 | Miguel San Miguel Azpiroz    | EA                  |
| 1991 | Miguel San Miguel Azpiroz    | EA                  |
| 1987 | Antonio Apezteguía Lanaspa   | Unión Doneztebarra  |
| 1983 | Alfredo Zugarramurdi Zozaya  | Doneztebeko Gazteak |
| 1979 | Carlos Picabea Manterola     | Indépendants        |

Lors des dernières élections 2007, l'unique parti qui présenta une liste fut Eusko Alkartasuna. Avec 594 votes, et 84,2 %, EA obtint les neuf conseillers de la municipalité.

## Division linguistique
En 2011, 67,5% de la population de Doneztebe ayant 16 ans et plus avait le basque comme langue maternelle. La population totale située dans la zone bascophone en 2018, comprenant 64 municipalités dont Doneztebe, était bilingue à 60.8%, à cela s'ajoute 10.7% de bilingues réceptifs.

### Droit
En accord avec Loi forale 18/1986 du 15 décembre sur le basque, la Navarre est linguistiquement divisée en trois zones. Cette municipalité fait partie de la zone bascophone où l'utilisation du basque y est majoritaire. Le basque et le castillan sont utilisés dans l'administration publique, les médias, les manifestations culturelles et en éducation cependant l'usage courant du basque y est présent et encouragé le plus souvent.

## Démographie
| Évolution démographique entre 1857 et 1991                  | Évolution démographique entre 1857 et 1991 | Évolution démographique entre 1857 et 1991 | Évolution démographique entre 1857 et 1991 | Évolution démographique entre 1857 et 1991 | Évolution démographique entre 1857 et 1991 | Évolution démographique entre 1857 et 1991 | Évolution démographique entre 1857 et 1991 | Évolution démographique entre 1857 et 1991 | Évolution démographique entre 1857 et 1991 |
| 1857                                                        | 1897                                       | 1900                                       | 1930                                       | 1940                                       | 1950                                       | 1960                                       | 1970                                       | 1981                                       | 1991                                       |
| ----------------------------------------------------------- | ------------------------------------------ | ------------------------------------------ | ------------------------------------------ | ------------------------------------------ | ------------------------------------------ | ------------------------------------------ | ------------------------------------------ | ------------------------------------------ | ------------------------------------------ |
| 694                                                         | 700                                        | 646                                        | 875                                        | 786                                        | 958                                        | 785                                        | 892                                        | 1.061                                      | 1.200                                      |
| Sources : Article « Santesteban » de Wikipédia en espagnol. |                                            |                                            |                                            |                                            |                                            |                                            |                                            |                                            |                                            |

Jusqu'en 1991, les chiffres se réfèrent de fait à la population. À partir de 1999 les chiffres expriment le recensement de la population de cette municipalité.
| Évolution démographique                                                 | Évolution démographique | Évolution démographique | Évolution démographique | Évolution démographique | Évolution démographique | Évolution démographique | Évolution démographique | Évolution démographique | Évolution démographique | Évolution démographique |
| 1996                                                                    | 1998                    | 1999                    | 2000                    | 2001                    | 2002                    | 2003                    | 2004                    | 2005                    | 2006                    | 2007                    |
| ----------------------------------------------------------------------- | ----------------------- | ----------------------- | ----------------------- | ----------------------- | ----------------------- | ----------------------- | ----------------------- | ----------------------- | ----------------------- | ----------------------- |
| 1 291                                                                   | 1 297                   | 1 368                   | 1 359                   | 1 407                   | 1 429                   | 1 453                   | 1 479                   | 1 504                   | 1 494                   | 1 522                   |
| Sources : Doneztebe/Santesteban et Instituto de estadística de Navarra. |                         |                         |                         |                         |                         |                         |                         |                         |                         |                         |

## Personnalités
- Koteto Ezkurra, pelotari dans la discipline du rebot.

### Sources
- (es) Cet article est partiellement ou en totalité issu de l’article de Wikipédia en espagnol intitulé « Santesteban » (voir la liste des auteurs).